# 프루덴셜 타워
프루덴셜 타워(Prudential Tower)는 보스턴에 위치한 마천루이다.